# Swainsona cyclocarpa
Swainsona cyclocarpa är en ärtväxtart som beskrevs av Ferdinand von Mueller. Swainsona cyclocarpa ingår i släktet Swainsona och familjen ärtväxter.

## Underarter
Arten delas in i följande underarter:
- S. c. cyclocarpa
- S. c. paradoxa